# Lonchocarpus kanurii
Lonchocarpus kanurii é uma espécie vegetal da família Fabaceae.
Pode ser encontrada nos seguintes países: Quénia e Somália.
Está ameaçada por perda de habitat.